# 御恩と奉公
御恩と奉公（ごおんとほうこう）とは、中世の日本において、主に武士の主従関係を構成した要素・概念。中世の武士間の主従関係は、決して片務的なものではなく、主人・従者が相互に利益を与え合う互恵的な関係で成り立っていた。ここで、主人が従者へ与えた利益（領地）を御恩といい、従者が主人へ与えた利益（主人のために戦う）を奉公といった。平安時代中期～後期から武士層に「御恩と奉公」の関係が徐々に形成されていたが、本格的に「御恩と奉公」が成立したのは、源頼朝が関東武士の盟主＝鎌倉殿となってからである。以降、御恩と奉公の関係性は、鎌倉幕府の成立基盤として機能し続け、その後の室町幕府や江戸幕府にも引き継がれた。

## 御恩
御恩の具体的な内容は、主人が従者の所領支配を保障すること、または新たな土地給与を行うことである。前者は本領安堵（ほんりょうあんど）と呼ばれ、後者は新恩給与（しんおんきゅうよ）と呼ばれた。鎌倉幕府が成立すると、鎌倉殿が御家人を地頭に任命するという形で本領安堵・新恩給与、すなわち御恩がほどこされるようになった。

## 奉公
奉公の具体的な内容は、従者が主人に対して負担した軍役・経済負担などである。鎌倉幕府が成立すると、御家人は鎌倉殿に対して、緊急時の軍役、内裏や幕府を警護する大番役、その他異国警固番役や長門警固番役などの軍役奉仕のほか、関東御公事と言われる武家役を果たした。

## 沿革
平安期の10世紀頃、大きな社会変化を背景として、朝廷は、徴税・軍事をもはや官司機構で担うのではなく、国司や富豪などへ請け負わせる官司請負制への転換を進めていた。特に争乱の多かった関東では、在地の富豪や豪族が公的な軍事力を担うようになっていた。こうした状況下で、関東を中心に武士団が形成されていったが、武士団では主人がトップに立ち、家子・郎党と呼ばれる従者たちを率いていた。こうした主従関係を結びつける契機となったのが、御恩と奉公の関係性である。主人・従者の両者は、御恩と奉公という互恵関係を結ぶことで、一定の共同体（武士団）を作っていったのである。ただし、当時の主従関係は割とルーズなもので、複数の主人に仕える、一時的にだけ主従関係を結ぶ、といったことも多く見られた。
平安最末期に関東武士全体を代表する鎌倉殿という地位が登場すると、御恩と奉公に基づく主従関係は、次第に排他的（鎌倉殿以外の主人を持たない）かつ永続的なものとなり、一層強固になっていった。その後、御恩と奉公は明治維新まで続く武家社会の基本的な成立要素として機能した。
なお、御恩と奉公による主従関係について、中世ヨーロッパに見られた封建制(feudalism)との共通点に着目して、封建的主従関係と理解する見解がある。その一方、ヨーロッパ封建制と本質的に異なる、日本独自の主従関係であるとする見解も出されている。